# Gliese 581 g
Gliese 581 g è un ipotetico pianeta extrasolare (non confermato, e, anzi, la cui esistenza è stata fortemente messa in dubbio) in orbita attorno alla nana rossa Gliese 581, a circa 20,5 anni luce dalla Terra, nella costellazione della Bilancia. Scoperto nel 2010, alla fine di settembre, si riteneva che avesse le potenzialità per ospitare la vita, trovandosi nella zona abitabile di Gliese, ed essendo inoltre il pianeta più simile alla Terra mai individuato fino ad allora.
Il pianeta è stato chiamato amichevolmente Zarmina da Steven Vogt, uno degli scopritori, in onore di sua moglie.

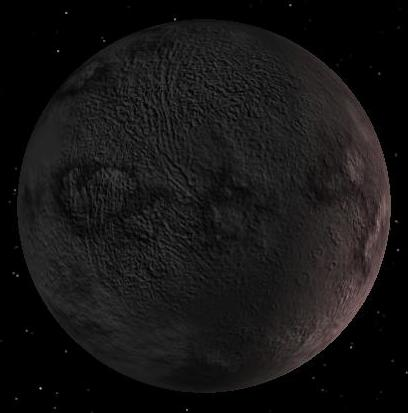
Gliese 581 g visto con il programma Celestia

Uno studio del 2014 da parte di Paul Robertson e colleghi ha tuttavia smentito l'esistenza del pianeta, così come quella di Gliese 581 d e Gliese 581 f, affermando che il segnale era un artefatto causato da proprietà stellari e non da un corpo orbitante attorno a Gliese 581.

## Scoperta
Il pianeta venne rilevato da un gruppo di astronomi che partecipava alla Lick-Carnegie Exoplanet Survey, guidato dal ricercatore Steven Vogt, professore di astronomia e astrofisica della Università della California, Santa Cruz e dal suo collaboratore Paul Butler della Carnegie Institution of Washington.
L'ipotetico pianeta è stato individuato usando misure della velocità radiale combinando 11 anni di dati raccolti dallo strumento HIRES del Keck 1 telescope e dello strumento HARPS appartenente al telescopio ESO da 3,6 metri che si trova presso l'osservatorio di La Silla.
Il pianeta ha un periodo di orbita traslazionale inferiore ai 37 giorni terrestri, orbitando ad una distanza di 0,146 UA dalla sua stella madre. Si stima che abbia una massa da 3,1 a 4,3 volte quella della Terra e un raggio da 1,3 a 2,0 volte quello terrestre (1,3 a 1,5 volte quello della Terra se è un pianeta predominantemente roccioso, 1,7 a 2,0 volte se predomina l'acqua ghiacciata). La gravità superficiale che si attende dovrebbe essere da 1,1 a 1,7 volte quella terrestre.
Il team Lick–Carnegie presentò i risultati di questa loro ricerca in un articolo pubblicato nello Astrophysical Journal.

### Abitabilità

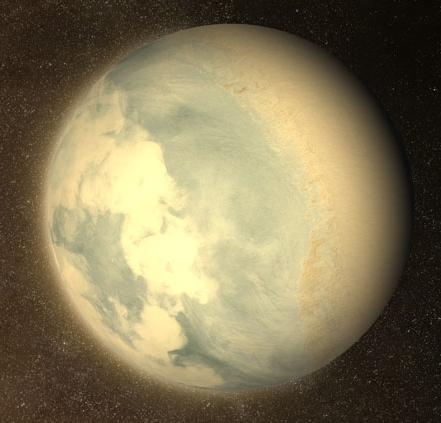
Immagine artistica di Gliese 581 g

In un'intervista fatta da Lisa-Joy Zgorski della National Science Foundation, a Steven Vogt venne chiesto che cosa pensasse riguardo alla possibilità della presenza di vita su Gliese 581 g. Vogt ha così risposto:
«Non sono un biologo, né voglio giocare a fare il biologo in TV. Personalmente, a causa della ubiquità e della propensione della vita a fiorire ovunque possibile, la mia sensazione è che le possibilità che esista vita sul pianeta Gliese 581 g siano del 100%. Non ho quasi alcun dubbio circa questo ».
In un'intervista rilasciata all'Associated Press, Steven Vogt ha precisato che "vita in altri pianeti" non significa necessariamente "vita intelligente". Anche un semplice batterio, oppure l'equivalente della muffa delle docce, potrebbe scuotere le percezioni riguardo all'unicità della vita sulla Terra.

### Accoppiamento mareale
A causa della prossimità di Gliese 581 g con la sua stella parente, si presume che sia marealmente accoppiato rispetto alla stella rossa Gliese 581. Allo stesso modo nel quale la Luna mostra la stessa faccia verso la Terra, la lunghezza del giorno sidereo di Gliese 581 g dovrebbe essere precisamente la stessa della lunghezza del suo anno. Questo blocco mareale implica che il pianeta non avrebbe alcun inclinazione assiale e dunque nessuna variazione stagionale nel senso normale della parola. La massa calcolata indica che si tratta probabilmente di un pianeta roccioso con una superficie solida e che possiede un'accelerazione di gravità sufficiente per mantenere un'atmosfera, probabilmente più densa rispetto a quella della Terra.

### Temperature

Le orbite dei pianeti di Gl 581; l'anello azzurro indica l'estensione della zona abitabile.

Gli astronomi stimano che la temperatura media in equilibrio globale (la temperatura in assenza di effetti atmosferici) di Gliese 581 g vari da 209 a 228 K (-64 a -45 °C), in condizioni di riflettività dovute ad albedo che varino da 0,5 a 0,3 (il secondo valore è più simile a quelli che si trovano nel Sistema solare interno). Aggiungendo ai calcoli del computer la possibile esistenza di un effetto serra simile a quello della Terra, si arriva a temperature dell'ordine di 236 a 261 K (-37 a -12 °C). Due fattori che potrebbero dare a Gliese 581 g un effetto serra superiore a quello della Terra sono il fatto che Gliese 581 irradi una frazione maggiore della sua energia a lunghezze d'onda dell'infrarosso (rispetto al Sole), e la possibilità che un pianeta più massiccio abbia un'atmosfera corrispondentemente più densa e spessa.
Dal momento che soltanto un lato del pianeta mostra sempre la stessa faccia verso la stella, le condizioni e temperature sul pianeta potrebbero variare da un clima desertico, con una accecante illuminazione rossa fino a un clima polare estremo, con punte di bassa temperature nel lato perennemente oscuro inferiori a quelle in Antartide, e variazioni graduali di temperatura nella zona perennemente illuminata, dipendendo dall'inclinazione rispetto alla stella, con un brusco calo delle temperature oltre il terminatore (la zona di confine tra il lato luminoso e quello scuro), nota informalmente come la zona di penombra a causa di un permanente stato di luce crepuscolare simile a un'alba/tramonto. Vogt ha anche dichiarato che l'atmosfera di un pianeta con 3,1 masse terrestri potrebbe essere molto compressa. A confronto, le temperature sulla superficie marziana variano tra i -87 °C durante gli inverni polari fino a temperature massime fino a -5 °C in estate. Questo ampio raggio di variazioni della temperatura è dovuto alla sottigliezza dell'atmosfera che non può immagazzinare molto calore solare, alla bassa pressione atmosferica, e alla bassa inerzia termica del suolo marziano.

### Effetti atmosferici
I modelli teorici per i pianeti con accoppiamento mareale predicono che sotto alcune condizioni, alcuni composti chimici volatili come l'acqua e il monossido di carbonio, se presenti, possano evaporare nella zona incandescente rivolta verso il sole e migrare al lato in perenne oscurità, dove condenserebbero per formare calotte ghiacciate. Nel tempo l'intera atmosfera potrebbe congelare nel lato notturno del pianeta. In alternativa, una atmosfera sufficientemente massiva rimarrebbe termicamente stabile soprattutto alle quote più alte, sarebbe caratterizzata da venti fortissimi e costanti che produrrebbero un ricircolo e distribuzione del calore più uniforme, permettendo un'area abitabile della superficie un poco più ampia, estesa ad anello, nella zona illuminata tra il terminatore e qualche grado oltre al "polo" equatoriale rivolto verso la stella.
Ad esempio il pianeta Venere ha un tasso di rotazione solare che è 117 volte più lento rispetto a quello della Terra, producendo lunghe "notti e giorni". A dispetto della disuguale distribuzione della luce a intervalli di alcuni mesi, le parti in ombra di Venere sono così rese calde come quelle illuminate dai potenti venti che spirano dalle zone diurne a quelle notturne. Alcuni studi teorici hanno mostrato che un'atmosfera contenente livelli appropriati di gas serra CO2 e H2O necessita soltanto di un decimo della pressione dell'atmosfera terrestre (100 mbar) per distribuire efficacemente il calore al lato notturno. Comunque, la quantità d'acqua e di diossido di carbonio presenti nella superficie di Gliese 581 g sono sconosciuti.

## Implicazioni
Gli astronomi hanno monitorato con l'incredibile accuratezza necessaria soltanto un piccolo numero di stelle alla ricerca di esopianeti della dimensione della Terra. La scoperta così rapida di un pianeta potenzialmente abitabile come Gliese 581 g (ma molto diverso rispetto alla Terra, dal momento che orbita mostrando perennemente la stessa faccia ad una stella nana rossa) potrebbe indicare che i pianeti abitabili siano piuttosto ampiamente distribuiti rispetto a quello che si credesse in precedenza. Secondo l'astronomo Vogt, la scoperta "implica un limite inferiore interessante alla frazione di stelle che abbiano almeno un pianeta potenzialmente abitabile dal momento che vi sono soltanto circa 116 stelle simili al sole nella sfera di raggio 6,3 parsec che ci separa da Gliese 581." Con la scoperta di Gliese 581 g, la proporzione di sistemi stellari con pianeti abitabili (η⊕, "eta-Terra") potrebbe essere elevata, fino al 10–20%, rendendo possibile l'esistenza di miliardi di pianeti di tipo terrestre nella nostra galassia, la Via Lattea.

## Messaggi dalla Terra
Il 9 ottobre 2008 i membri del social network Bebo hanno inviato una trasmissione radio verso Gliese 581, servendosi del radio telescopio RT-70 di proprietà dell'Agenzia Spaziale Ucraina. La trasmissione radio, chiamata semplicemente "A Message from Earth" (Un messaggio dalla Terra), è una capsula del tempo digitale che contiene immagini e messaggi degli utenti della community; il messaggio non dovrebbe raggiungere la stella prima del 2029. Nel caso vi fosse una risposta, quindi, essa non arriverebbe alla Terra prima del 2049.

### Dubbi sull'esistenza di Gliese 581g
Durante un congresso dell'Unione Astronomica Internazionale alcuni astronomi hanno sollevato dubbi sul fatto che Gliese 581 g esista realmente. In particolare, l'astronomo italiano Francesco Pepe ha detto che non può confermare l'esistenza non solo del pianeta 'g', ma anche del pianeta 'f'. Pepe ha detto che un gruppo di ricercatori da lui diretto ha studiato questo sistema ricco di pianeti di frequente, raccogliendo un totale di 180 osservazioni in 6,5 anni (di cui circa 60 dal 2009) e può essere confermata solo l'esistenza dei precedenti quattro pianeti b, c, d, ed e. Vi è un segnale che potrebbe indicare l'esistenza di 'f', ma l'ampiezza del segnale di questo potenziale pianeta è molto bassa in relazione al livello del rumore di misura", ha affermato Pepe..
Steven Vogt, leader del team che ha annunciato la scoperta di Gliese 581 g, ha detto che non è possibile commentare il lavoro dei ricercatori che hanno messo in dubbio l'esistenza del pianeta, in quanto tale lavoro non è stato pubblicato, confermando invece dati e analisi da cui hanno dedotto l'esistenza di Gliese 581 g.
Nel 2016, dopo anni di analisi dei dati, viene confermato che i pianeti f e g sono il frutto di un errore di calcolo dei macchinari.

### Uno studio che sconfessa l'esistenza di pianeti abitabili intorno a Gliese 581
Secondo uno studio, pubblicato a metà del 2014 su Science Express, condotto dalle università americane della Pennsylvania e di Austin nel Texas e coordinato da Paul Robertson, i segnali che indicavano la presenza di due o forse tre pianeti orbitanti nella zona definita ‘abitabile’ intorno alla stella Gliese 581 sono falsi, essendo stati confusi con il rumore di fondo prodotto dall'intensa attività magnetica della stessa stella. “La nostra ricerca mette in evidenza come il rumore delle armoniche della rotazione della stella appartengono alla stessa gamma di quelle della sua zona abitabile. Questo aumenta il rischio di rilevazioni di pianeti inesistenti” ha detto Suvrath Mahadevan, uno degli autori dello studio.

## Nella cultura di massa
Nel film Battleship, gli alieni che attaccano la Terra provengono da Gliese 581 g, nel film denominato "Pianeta G".